# Wojciech Terechowicz
Wojciech Terechowicz – polski aktor, lalkarz, wokalista, pedagog, retor.
Absolwent Akademii Teatralnej oraz Uniwersytetu Jagiellońskiego w Krakowie. Wieloletni współpracownik Teatru Lalki, Maski i Aktora „Groteska” w Krakowie. Wykładowca retoryki i sztuki mówienia w Zgromadzeniu Księży Misjonarzy w Krakowie oraz Wyższym Seminarium Duchownym Zakonu Paulinów. Były aktor Teatru Groteska. Odbył ponad 200 koncertów i recitali w kraju i za granicą w charakterze solisty. Preferuje repertuar klasyczny głównie barokowy, klasycystyczny  i romantyczny. Trener pracy nad głosem, organizator licznych warsztatów teatralnych i wokalnych. Obecnie prowadzi działalność kulturalno – edukacyjną pod skrzydłami formacji Arsharter – skupiającą wszechstronnych artystów Krakowa.